# Wiesława Wiktoria Krzaczek
Wiesława Wiktoria Krzaczek z domu Maciejewska (ur. 7 listopada 1936 w Poznaniu, zm. 12 listopada 1994 w Lublinie) – polska botanik.

## Życiorys
W pierwszych dniach II wojny światowej podczas bombardowania Poznania straciła matkę, a następnie razem z ojcem przeniosła się do Lublina. Po ukończeniu w 1954 II Państwowej Żeńskiej Szkoły Ogólnokształcącej rozpoczęła studia botaniczne na Wydziale Biologii i Nauk o Ziemi Uniwersytetu Marii Curie-Skłodowskiej (UMCS), już od piątego roku studiów prowadziła ćwiczenia w Katedrze Systematyki i Geografii Roślin UMCS. 14 grudnia 1959 przedstawiła do obrony przygotowaną pod kierunkiem prof. dr. hab. Józefa Motyki rozprawę magisterską pt. "Róże Lubelszczyzny" i uzyskała tytuł magistra botaniki. Od 1 stycznia 1960 uzyskała etat asystenta w lubelskim Ogrodzie Botanicznym, od 1 października 1963 awansowała na stanowisko starszego asystenta. W grudniu 1967 przestawiła na Wydziale Biologii i Nauk o ziemi UMCS dysertację pt. "Rodzaj róża (Rosa L.)" i uzyskała stopień doktora nauk przyrodniczych, od 1 października 1969 objęła stanowisko adiunkta. W związku ze zmianami organizacyjnymi i zmianie statusu Ogrodu Botanicznego od 1 października 1970 rozpoczęła pracę w Zakładzie Systematyki i Geografii Roślin i była z nim związana do 30 września 1992. Po zmianie struktury organizacyjnej od 1 października 1992 została pracownikiem do Zakładu Geobotaniki Instytutu Biologii UMCS. Postępująca choroba sprawiła, że z dniem 1 października 1994 przeszła na wcześniejszą emeryturę.

## Dorobek naukowy
Dorobek naukowy Wiesławy Wiktorii Krzaczek to 16 publikacji dotyczących rodologii, fitosocjologii i florystyki, należała do zespołu autorów przygotowujących "Atlas rozmieszczenia drzew i krzewów w Polsce", w którym szczegółowo opracowała część dotyczącą występowania Rosa micrantha Sm., Rosa caryophyllacea Bess. oraz Rosa agrestis Savi. Do "Atlasu Flory Polski" i "Flory roślin naczyniowych Lubelszczyzny" przygotowała materiały o rozmieszczeniu róż na terenie Lubelszczyzny. Jej dziełem jest tworzony przez wiele lat zielnik róż złożony z 6000 arkuszy, z którego wiele materiałów nie było nigdy publikowanych. Zainicjowała prowadzenie badań chemotaksonomicznych rodzaju Rosa, które udowodniły zależność ilości zawartości witaminy C w hypancjach (owocach pozornych dzikiej róży) róż od badanego taksonu.

## Odznaczenia
- Złoty Krzyż Zasługi /1979/;
- Krzyż Kawalerski Orderu Odrodzenia Polski /1989/;
- Złota Odznaka ZNP /1987/.